# Ängelholm-Helsingborg Airport
Luchthaven Ängelholm-Helsingborg (IATA: AGH, ICAO: ESTA) ligt ongeveer 34 km van Helsingborg en 7 km van Ängelholm af.
De luchthaven is de derde van Zuid-Zweden (Götaland) en de tiende van Zweden. De luchthaven telde ongeveer 370.000 passagiers in 2005 en 395.000 in 2007.